# Osmoza

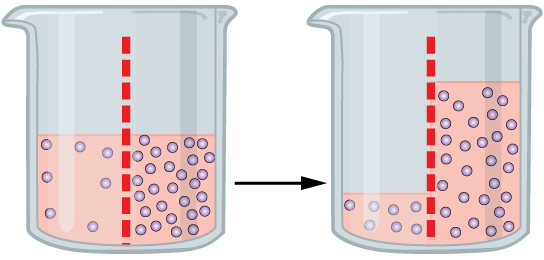
Po lewej: naczynie z membraną półprzepuszczalną rozdzielającą roztwór o niskim stężeniu (lewa strona naczynie) od roztworu o wysokim stężeniu.
Po prawej: w wyniku osmozy rozpuszczalnik przemieścił się z roztworu o niskim stężeniu od roztworu o wysokim stężeniu i stężenia wyrównały się.
Legenda: czerwona przerywana linia – membrana półprzepuszczalna; fioletowe kulki – cząsteczki substancji rozpuszczonej; kolor łososiowy – rozpuszczalnik

Osmoza – dyfuzja rozpuszczalnika przez membranę półprzepuszczalną rozdzielającą dwa roztwory o różnym stężeniu.
Osmoza zachodzi spontanicznie w wyniku przenikania rozpuszczalnika (np. wody) przez membranę półprzepuszczalną z roztworu o niższym stężeniu substancji rozpuszczonej do roztworu o stężeniu wyższym, czyli prowadzi do wyrównania stężeń obu roztworów.
W kontekście osmozy roztwór z którego ubywa rozpuszczalnika nazywa się hipotonicznym, tego w którym przybywa nazywa się hipertonicznym. Gdy roztwory pozostają w równowadze osmotycznej, mówi się, że są izotoniczne względem siebie.
W 1748 r. Jean-Antoine Nollet, profesor fizyki eksperymentalnej w Collège de Navarre w Paryżu, opisał eksperyment, w którym zamknięty i wypełniony alkoholem odtłuszczony świński pęcherz zanurzono w wodzie. W ciągu kilku godzin napłynęło do niego tyle wody, że pęcherz wybrzuszył się pod wielkim ciśnieniem; po przekłuciu igłą ciecz wystrzeliła jak mała fontanna. Później nauczono się wytwarzać sztuczne błony półprzepuszczalne (np. celofan) i okazało się, że samo zjawisko nie jest specyficzną cechą życia. Może zachodzić w różnych rozpuszczalnikach i dotyczyć różnych substancji rozpuszczonych. Trwają prace nad wykorzystaniem zjawiska osmozy w energetyce (elektrownie osmotyczne).

## Mechanizm osmozy w uproszczeniu
Aby doszło do osmozy błona rozdzielająca roztwory musi mieć inną przepuszczalność dla rozpuszczalnika i inną dla substancji rozpuszczonej. W różnych błonach wynika to z różnych przyczyn. Dla uproszczenia, błonę można sobie wyobrazić jako rodzaj cienkiej gąbki o takich rozmiarach porów, że mniejsze cząsteczki są przepuszczane, a większe zatrzymywane. Cząsteczki rozpuszczalnika i substancji rozpuszczonej wewnątrz objętości cieczy pozostają w ciągłym, spontanicznym, chaotycznym ruchu we wszystkich kierunkach. Każda cząsteczka wcześniej czy później zderza się z membraną i jeśli trafi w miejsce gdzie jest otwór przepływa przez membranę na drugą stronę.
Po przyjęciu, że błona swobodnie przepuszcza mniejsze cząsteczki rozpuszczalnika i całkowicie zatrzymuje większe cząsteczki substancji rozpuszczonej zjawisko osmozy można sobie w dużym uproszczeniu wyobrazić następująco:
- Po obu stronach membrany mamy czysty rozpuszczalnik:

Liczba cząsteczek rozpuszczalnika przenikających przez membranę w obie strony jest jednakowa i układ znajduje się w stanie równowagi.
- Po jednej stronie jest czysty rozpuszczalnik a po drugiej roztwór:

Na skutek tego, że po stronie roztworu jest w jednostce objętości nieco mniej cząsteczek rozpuszczalnika niż po stronie czystego rozpuszczalnika, statystycznie cząsteczki rozpuszczalnika nieco częściej trafiają w pory niż po drugiej stronie i w efekcie nieco więcej przenika ich w kierunku do roztworu niż w drugą stronę. W efekcie cząsteczek rozpuszczalnika po stronie „czystej” stopniowo zaczyna ubywać, a po stronie roztworu stopniowo zaczyna przybywać.
- Po obu stronach mamy roztwory o różnych stężeniach.

Podobnie jak w poprzednim przypadku w jednostce objętości w roztworze o wyższym stężeniu jest mniej cząsteczek rozpuszczalnika niż po drugiej stronie; stąd statystycznie rzadziej zdarza się aby trafiły one w pory membrany niż po drugiej stronie i w efekcie mniej ich przepływa w stronę roztworu o mniejszym stężeniu niż w drugą stronę; w efekcie z roztworu o niższym stężeniu stopniowo ubywa cząsteczek rozpuszczalnika i w końcu dochodzi do stanu, w którym stężenia po obu stronach membrany się wyrównują.

## Teoria osmozy
Opisany wyżej mechanizm jest jedynie bardzo uproszczonym wyobrażeniem osmozy. W rzeczywistości przeniknięcie rozpuszczalnika przez błonę wymaga zawsze pewnego nakładu energii wynikającego ze specyficznych oddziaływań cząsteczek z błoną, co powoduje, że dojście do stanu równowagi wymaga nieskończonego czasu. Ponadto o szybkości i kierunku osmozy nie decyduje bezpośrednio stężenie lecz cząstkowe potencjały chemiczne substancji, których cząsteczki są zdolne przenikać przez błonę. Potencjał ten jest funkcją stężenia molowego tych substancji, ich współczynników aktywności oraz wzajemnych oddziaływań.
Różnica potencjałów chemicznych między dwoma oddzielonymi membraną roztworami wywołuje ciśnienie osmotyczne, które działa na membranę w kierunku przepływu rozpuszczalnika. W przybliżeniu, dla układu roztworu i czystego rozpuszczalnika ciśnienie to można obliczyć posługując się równaniem van ’t Hoffa:
{\displaystyle \pi =[X]RT}
gdzie R – stała gazowa, T – temperatura, [X] – aktywność molowa – obliczona dla rozpuszczalnika.
Ciśnieniu osmotycznemu można się przeciwstawić, np. wywierając na zbiornik z roztworem hipertonicznym ciśnienie skierowane w stronę błony, co może prowadzić do zahamowania osmozy lub przy ciśnieniu przekraczającym ciśnienie osmotyczne do zjawiska odwróconej osmozy.

## Osmoza w organizmach żywych

Zachowanie komórki roślinnej znajdującej się w roztworze hiper-, izo- i hipotonicznym

Zachowanie komórki zwierzęcej (erytrocytu) znajdującej się w roztworze hiper-, izo- i hipotonicznym

Komórki organizmów żywych w kontakcie z roztworem hipotonicznym ulegają powiększeniu. Jeśli komórka nie ma ściany komórkowej, może nawet ulec rozsadzeniu. Trafiając do roztworu hipertonicznego, komórki kurczą się, podlegając różnego stopnia plazmolizie. Płukanie gardła specjalnymi roztworami soli pozbawia komórki bakteryjne wody i powoduje ich śmierć przez odwodnienie i denaturację.
Rośliny wykorzystują zjawiska osmotyczne do transportu wody od korzeni do liści. Zjawiska osmotyczne zapewniają sztywność liści i łodyg (we współdziałaniu z niektórymi tkankami), są też podstawą działania aparatu szparkowego. U zwierząt zjawiska osmozy są elementem procesów homeostazy.